# Eduardo Vilches
Eduardo Enrique Vilches Arriagada (21 de abril de 1963) é um ex-futebolista chileno.

## Carreira
Vilches integrou a Seleção Chilena de Futebol na Copa América de 1995.

## Clubes
- 1979-1981:  Magallanes
- 1981-1984:  Malleco Unido
- 1984-1986:  Magallanes
- 1987:  Santiago Wanderers
- 1988-1994:  Colo-Colo
- 1994-1999:  Necaxa
- 1999:  Unión Española
- 2000:  Cobreloa